# 2638 Gadolin
2638 Gadolin è un asteroide della fascia principale. Scoperto nel 1939, presenta un'orbita caratterizzata da un semiasse maggiore pari a 2,5546888 UA e da un'eccentricità di 0,0825351, inclinata di 14,37204° rispetto all'eclittica.